# ۱۶۲۲ (میلادی)
۱۶۲۲ (میلادی) هزار و ششصد و بیست و دومین سال تقویم میلادی است.

## رویدادها
- فتح هرمز (۱۶۲۲)

## زادگان
- ۵ آوریل – وینچنزو ویویانی، ریاضی‌دان، فیزیک‌دان، و ستاره‌شناس ایتالیایی (د. ۱۷۰۳)